# Црква Светога пророка Илије у Горњем Забрђу
Црква Светога пророка Илије у Горњем Забрђу, парохијска је православна црква у насељеном месту на територији општине Угљевик, припада Епархији зворничко-тузланској Српске православне цркве.

## Горњозабрђска парохија
Црква посвећена Светом пророку Илији у Горњем Забрђу седиште је Горњозабрђске парохије коју чине насељена места: Горње Забрђе, Богутово Село и Малешевци.

## Градња и историјат цркве
Градња цркве је започела у јуну 1912. године, на земљишту који су даровали Цвијетин Мирковић са браћом и Ристо Драгичевић са браћом. До зиме исте године, храм је ангажовањем мештана и озидан и покривен. У градњи храма нарочито се истакао домаћин Симо Стевановић, звани Станко, из Малешеваца, који је био и председник Грађевинског одбора. Године 1913. храм је потпуно довршен, те је освештан на дан празновања Светог пророка Илије исте године. Цркву је освештао прота Петар Јовановић из Тузле, по благослову митрополита Илариона Радонића.
У току Првог светског рата црква је оштећена, тако да је обнављана од 1919. до 1924. године, упркос томе што је било предлога да се, због великих оштећења, гради нови храм. Међутим, од тога се одустало и храм је обновљен. У Другом свјетском рату храм је девастирала 13. СС „Ханџар” дивизија, када је муслиманска војска извршила масакр над становништвом Забрђа и убила 300 мештана, међу којима је било и деце. Храм је био оскрнављен, иконе и црквене ствари попаљене, а парохијска архива и библиотека добрим делом уништене.
Дана 8. септембра 2013. године прослављена је стогодишњица постојања храма Светог пророка Илије, када је том приликом генерално обновљени храм освештао епископ зворничко-тузлански Хризостом.
У близини цркве сахрањени су четнички борци погинули током битке на Малешевцима. У сеоском гробљу поред цркве сахрањен је и Митар Максимовић Мандо.